# Станг, Фредерик
Фредерик Станг (норв. Frederik Stang; 1808, Стокке — 1884, Берум) — норвежский юрист, государственный служащий и политик, первый премьер-министр Норвегии. Фредерик Станг был движущей силой в политическом обществе Норвегии своего времени. Станг был ответственен за начало развития экономики Норвегии в середине XIX века. Его борьба за сохранение распределения власти — «система Станга» — привела к ожесточённой политической борьбе в последние годы его жизни и бросила некоторую тень на его большие усилия по развитию страны.
Вплоть до конца 1930-х годов Станга в Норвегии именовали просто Фредерик. Он поступил на юридический факультет в возрасте 16 лет и окончил его, когда ему было 20 лет. В 22 года он принял должность преподавателя права в Королевском университете Фридриха. За это время он опубликовал базовый текст норвежской Конституции. Он перешёл к частной практике в 1834 году, где он проявил себя как судебный адвокат, особенно в делах, рассматриваемых Верховным судом.
В 1861 году после краткого пребывания на посту мэра Христиании Станг получил назначение в норвежское правительство. Его период пребывания у власти в качестве лидера характеризовался значительными разногласиями в норвежском парламенте, а также между Норвегией и шведскими властями.
В 1865 году Станг основал Норвежский Красный Крест. В 1870 году он был избран членом Шведской королевской академии наук.
Парламент сократил пенсии в два раза в 1881 году, граждане Христиании собрали деньги, чтобы компенсировать дефицит, и он передал эти средства для продвижения закона об образовании.
Его внуком был политический и государственный деятель Фредрик Станг Лунд.